# Rudolf Nébald
Rudolf Nébald (* 7. září 1952 Budapešť, Maďarsko) je bývalý maďarský sportovní šermíř, který se specializoval na šerm šavlí. Bratr György Nébald reprezentoval Maďarsko v šermu šavlí. Maďarsko reprezentoval na přelomu sedmdesátých a osmdesátých let. Na olympijských hrách startoval v roce 1980 v soutěži družstev. V roce 1982 obsadil třetí místo na mistrovství Evropy v soutěži jednotlivců. S maďarským družstvem šavlistů vybojoval na olympijských hrách 1980 bronzovou olympijskou medaili a v roce 1981 titul mistra světa.